# Felix Toppo
Felix Toppo, né le 21 novembre 1947 à Tongo dans le Jharkhand (Inde), est un prêtre jésuite indien du Chotanagpur. Après avoir assumé plusieurs fonctions de gouvernement parmi les Jésuites de la région  il est évêque de Jamshedpur de 1997 à 2018, puis archevêque de Ranchi de 2018 à 2023.

## Biographie
Né le 21 novembre 1947 à Tongo, dans le Jharkhand (Inde), le jeune Félix entre dans la Compagnie de Jésus en 1968. Au cours de sa formation spirituelle et académique, il obtient entre autres une maitrise en psychologie de l’université grégorienne (Rome). Il est ordonné prêtre le 14 avril 1982. Dans sa province jésuite de Jamshedpur (au Jharkhand) il est maitre des novices puis Supérieur régional.  
Le 14 juin 1997 le père Toppo est nommé évêque de Jamshedpur (dans le Jharkhand méridional) par le pape Jean-Paul II et reçoit la consécration épiscopale des mains de Mgr Telesphore Toppo (sans lien de parenté), archevêque de Ranchi (27 septembre 1997).  Il est le premier évêque uraon à diriger le diocèse.
Comme membre de la ‘Conférence des évêques catholiques d'Inde’ [CBCI] il préside la commission du ‘Clergé et des religieux’ et supervise le 'Centre national de service aux vocations', de Pune. 
Le 24 juin 2018, le pape François le nomme archevêque de Ranchi pour y remplacer Mgr Télesphore Toppo, démissionnaire. Il entre en fonction le 6 août.  Le même mois, il doit affronter les autorités civiles, contrôlées par le parti nationaliste hindou Bharatiya Janata Party [BJP] qui lancent des enquêtes discriminatoires contre des organisations caritatives catholiques accusées de «prosélytisme par incitation». Il se plaint qu’aucune information ne soit donnée et s‘étonne que seules les organisations catholiques soient incriminées et qu’aucune enquête de ce genre ne soit faite à propos des organisations pro-hindoues.  Par ailleurs il fait l’éloge du gouvernement de Jharkhand pour sa législation protégeant les droits fonciers des populations tribales.
En 2018, Mgr Toppo préside l’organe directeur de la ‘Society for Medical Education (North India)’ de la Conférence épiscopale du pays [CBCI], qui  construisit un hôpital pour fournir des soins aux populations défavorisées. Il est également président de la Conférence régionale des évêques du Jharkhand (avec Andamans et Nicobar) et vice-chancelier du Grand séminaire régional de Ranchi, le plus grand séminaire de la région. Au sein de la Conférence des évêques catholiques d'Inde, il est l’un des trois membres de la Commission des vocations, séminaristes, ecclésiastiques et religieux.